# Virginio Rosetta
Pour les articles homonymes, voir Rosetta.
Virginio Rosetta (né le 25 février 1902 à Verceil dans le Piémont et mort le 31 mars 1975 à Turin) était un footballeur international italien, qui évoluait au poste de Défenseur avant d'ensuite devenir entraîneur.
Connu pour la qualité de ses passes, Rosetta, premier joueur professionnel de l'histoire du calcio, remporte le championnat d'Italie à huit reprises (un record national seulement partagé avec Giovanni Ferrari et Giuseppe Furino) ainsi que la coupe du monde de 1934 en sélection.

## Carrière

### Joueur

#### En club
Rosetta naît à Verceil, dans le Piémont. Il débute naturellement le football dans le club local de l'US Pro Verceil, champion d'Italie à cinq reprises entre 1908 et 1913. Il apparaît en équipe première comme attaquant lors de la saison 1919-1920 (il dispute la première rencontre de sa carrière le 12 octobre 1919 lors d'un succès 4-0 contre l'Amatori Torino), qui voit Pro Vercelli être éliminé lors des "demi-finales interrégionales". 
Avec Rosetta reconverti comme défenseur, le club s'impose de nouveau comme une des meilleures équipes du pays. Il remporte le championnat national en 1921, puis le championnat d'Italie de la CCI en 1922, qui fait suite au schisme du football italien.

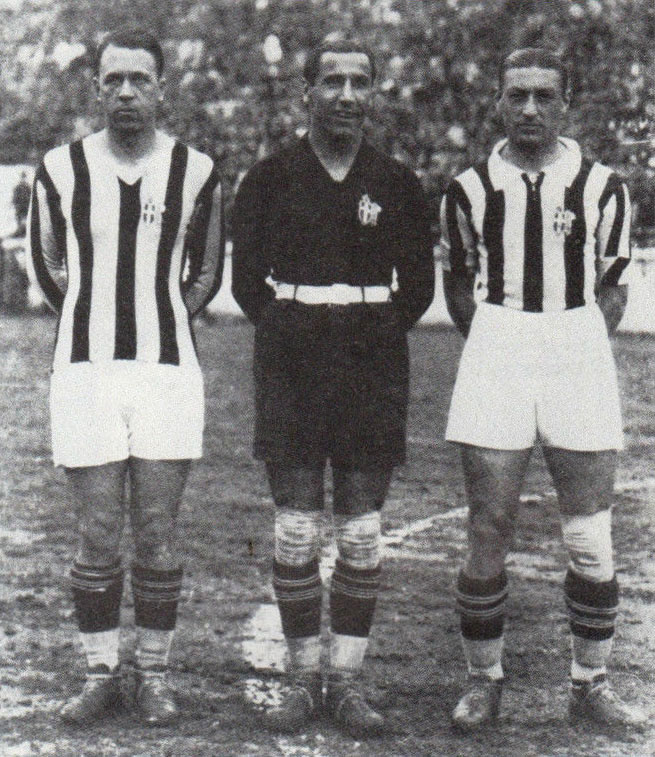
Le célèbre trio Rosetta-Combi-Caligaris, le front défensif juventino des Quinquennat d'or

En 1923, Rosetta dit Viri est recruté par la Juventus pour 50 000 lires (et un contrat stipulant un salaire, une première en Italie pour joueur de football), qui vient d'être racheté par la famille Agnelli, propriétaire de la Fiat. 
Devenu joueur professionnel (il dispute son premier match le 25 novembre 1923 lors d'une défaite 2-0 en championnat contre Modène), Rosetta y remporte le championnat en 1926, vingt-et-un ans après le premier titre du club, et fait partie intégrante de l'équipe de la Juventus qui remporte le titre national cinq fois consécutivement entre 1931 et 1935 (formant une paire redoutable avec Umberto Caligaris). Seuls deux joueurs, Giovanni Ferrari et Giuseppe Furino ont fait aussi bien par la suite.
Il prend sa retraite de joueur en 1936 à l'âge de 34 ans, jouant son dernier match le 12 avril 1936 lors d'un nul 2-2 contre Naples en Serie A.

#### En sélection
Réputé pour sa lecture du jeu et sa puissance de tir, Rosetta est sélectionné en équipe nationale à l'occasion des Jeux olympiques d'été de 1920 à Anvers, à tout juste 18 ans, mais y reste remplaçant.
En équipe nationale, Rosetta croise Renzo De Vecchi, autre défenseur emblématique italien, évoluant au Genoa et s'impose comme titulaire en tant que stoppeur ou arrière droit. Il est titulaire lors des Jeux olympiques d'été de 1924 à Paris, puis lors Jeux olympiques suivants à Amsterdam, où l'Italie remporte la médaille de bronze après s'être inclinée de justesse devant l'Uruguay (3-2) en demi-finale. 
S'il ne participe pas à la première coupe du monde en 1930 (l'Italie ayant décliné l'invitation de la FIFA), organisée et remportée par l'Uruguay, il dispute son dernier match international comme capitaine lors de la coupe du monde de 1934 organisée par l'Italie, lors du premier match remporté sur les États-Unis (7-1). Remplacé par Eraldo Monzeglio par la suite, il voit les Italiens remporter finalement la compétition.

### Entraîneur
Il devient ensuite le nouvel entraîneur de la Juventus en 1935 en remplacement de Carlo Carcano puis du duo Bigatto-Gola, et quelques mois après le décès accidentel du président Edoardo Agnelli. Il dirige son premier match bianconero le sur le banc le 22 septembre 1935 lors d'un succès 3-1 contre Palerme en Serie A. Alors qu'il a arrêté sa carrière de joueur, il peine à connaître le même succès qu'au début des années 1930 (malgré une coupe d'Italie en 1937-38 et deuxième place en championnat). Au total, il reste à la Juve jusqu'en 1939 (dirigeant au total 139 matchs dont 61 victoires), menant sa dernière rencontre le 28 mai 1939 lors d'un nul en championnat 1-1 contre Triestina.
Il tente par la suite deux expériences comme entraîneur avec l'AS Lucchese-Libertas (1939-1940) puis à l'US Palerme (1947-1948), sans rencontrer le succès espéré. Il meurt à Turin en 1975 à l'âge de 73 ans.

### Anecdote
Le 17 octobre 1926, Rosetta remplaça le gardien de la Juve blessé Gianpiero Combi, dans les buts bianconeri, lors d'un match contre Modène Football Club se terminant sur le score de 1-1.
Le journaliste italien Gianni Brera soutient que ce fut Rosetta, et non Luigi Allemandi, qui fut concerné par l'affaire Allemandi (donnant lieu à la révocation du scudetto 1927 du Torino).

## Ordres
Il reçoit l'Ordre de la Couronne d'Italie : 
- : Cavaliere Ordine della Corona d'Italia (Chevalier de l'Ordre de la Couronne d'Italie) : Florence, 2 décembre 1933

## Palmarès

### Joueur
| \| Pro Verceil - Championnat d'Italie (2) : - Champion : 1925-26 et 1930-31. \| \| Juventus - Championnat d'Italie (6) : - Champion : 1925-26, 1930-31, 1931-32, 1932-33, 1933-34 et 1934-35. \| |  | Italie - Coupe du monde (1) : - Vainqueur : 1934. - Coupe internationale (1) : - Vainqueur : 1933-1935. - Jeux olympiques : - Bronze : Amsterdam 1928. |
| Pro Verceil - Championnat d'Italie (2) : - Champion : 1925-26 et 1930-31. |  | Juventus - Championnat d'Italie (6) : - Champion : 1925-26, 1930-31, 1931-32, 1932-33, 1933-34 et 1934-35.                                             |

### Entraîneur
| Juventus - Coupe d'Italie (1) : - Vainqueur : 1937-38. - Championnat d'Italie : - Vice-champion : 1937-38. |  | Palerme - Serie B (1) : - Champion : 1947-48. |